# Cain & Abel (informatique)
Pour les articles homonymes, voir Caïn et Abel.
Cain & Abel est un outil gratuit de récupération de mot de passe fonctionnant sous Windows. Il permet la récupération facile de divers genres de mots de passe en sniffant le réseau, cassant des mots de passe hachés en utilisant des attaques par dictionnaire, par recherche exhaustive ou encore via des tables arc-en-ciel.
Son code source n'est pas fourni.

## Utilisation
Cain & Abel peut être utile pour les administrateurs qui désirent élever le niveau de sécurité des stations. Il permet de vérifier si les mots de passe choisis par les utilisateurs sont suffisamment robustes contre les diverses attaques possibles, et d'émettre des directives de sécurité si nécessaire. L'outil est également didactique et s'adresse aux personnes intéressées par la sécurité et la cryptologie.

## Propriétés de Cain
- Gestion et stockage des mots de passe
- Dumper de secrets LSA
- Énumération des utilisateurs, groupes, partages et des services
- Scanneur SID
- Gestion des services locaux et distants
- APR (ARP Poison Routing) permet le sniffing des réseaux commutés.
- Filtres de sniffer pour le HTTP-BASIC, HTTP-FORM, HTTP-COOKIE, HTTP-NTLMv1, HTTP-NTLMv2, HTTP-NTLMSSP, POP3, IMAP, FTP, VNC, HSRP, SMTP, NNTP, TDS (Sybase et MSSQL), MS-Kerberos5 Pre-Auth, VRRP, RIPv2, OSPF, Samba (ClearText, NTLMv1, NTLMv2), NTLMSSP (NTLMv1, NTLMv2, NTLM Sécurité des sessions), RADIUS, IKE mode agressif des clefs pré-partagées, ainsi que pour les authentifications ICQ et MySQL
- Surveillance de HSRP, VRRP, RIPv1, RIPv2, EIGRP, OSPF
- Sniffer complet des sessions telnet
- Sniffer complet des sessions SSH-1, sniffer de APR (FULL-DUPLEX, stealth, supporte les algorithmes de chiffrement symétriques DES, 3DES, Blowfish, descente automatique vers SSH-1 si la version du serveur est 1.99)
- Sniffer complet de sessions HTTPS pour APR
- Récolteur de certificats HTTPS automatique.
- Découverte automatique des IP-MAC.
- Scanneur d'adresses MAC avec l'empreinte OUI
- Scanneur de mode promiscuité basé sur les paquets ARP
- Scanneur de réseaux Wi-Fi
- Décodeur de mots de passe de bases de données Access
- Décodeur de mots de passe Base64, Cisco du type 7, et VNC
- Décodeur de mots de passe de Entreprise manager (SQL Server 7.0 et SQL Server 2000 sont supportés)
- Décodeur de mots de passe du bureau à distance (les mots de passe d'extension RPD sont décodés)
- Décodeur de mot de passe Dialup
- Casseur de mots de passe des hashes communs tels que MD2, MD4, MD5, SHA-1 et RIPEMD-160
- Casseur de mots de passe des authentifications spécifiques.(fichiers PWL, supporte les mots de passe Cisco-IOS Type-5, supporte les mots de pass Cisco PIX, sécurité des sessions APOP-MD5, CRAM-MD5, LM, NTLM, NTLM, NTLMv2, RIPv2-MD5, OSPF-MD5, VRRP-HMAC-96, VNC-3DES, MS-Kerberos5 Pre-Auth, secrets partagés RADIUS, clefs pré-partagées IKE, Microsoft SQL Server 2000, MySQL323, MySQLSHA1).
- Cryptanalyse des attaques sur LM, NTLM, MD2, MD4, MD5, SHA1, RIPEMD160, MySQL323, MySQLSHA1 et sur les hashes PIX de Cisco via les tables arc-en-ciel assorties.
- Dumper de hash NT (cela marche avec Syskey activé)
- Extracteur de mots de passe Microsoft SQL Server 2000 par ODBC
- Révéleur de cases de mots de passe
- Calculateur de marques RSA SecurID
- Calculateur d'empreintes pour les algorithmes communs
- Calculateur des mots de passe PIX de Cisco
- Gestionnaire de table de cheminement (route table)
- Afficheur de table TCP/UDP
- Traceroute TCP/UDP/ICMP avec résolution de DNS et client de WHOIS
- Téléchargeur de configuration Cisco
- Uploader de configuration Cisco

## Propriétés d'Abel
- Marche comme un service
- Console à distance
- Gestionnaire de table de cheminement distante
- Afficheur de table TCP/UDP à distance
- Dumper de hash NT à distance (cela marche avec Syskey activé)
- Dumper de Secrets LSA à distance

Cain & Abel emploie le driver de paquet contenu dans l'archive WinPcap de Politecnico di Torino.